# 摩诃梨经
《摩诃梨经》，南传上座部佛教《巴利文大藏经》中的长部第六部经。佛陀在该经中讲述了神通、三无漏学、八正道等问题。

## 介绍
佛陀在毗舍离说法时，离车族人摩诃梨询问天眼通和天耳通的问题。佛陀证实禅定可以获得两者，但比丘修行梵行并非为了神通，而是为了三无漏学，而达到这目标的途径为八正道。而对于孟提摄等提问的关于生命和身体是否同一的问题，佛陀并无正面回答。
该佛经在汉传佛教的《大正新修大藏经》没有对应经典。